# Battagram
Battagram (urdu:ضلع بٹگرام, pastún:ضلع بټګرام) es un  distrito de hazara en la provincia de Jaiber Pajtunjuá, Pakistán. Tiene una superficie total de 1301 kilómetros cuadrados y una población estimada de Battagram Distrito en el período 2004-2005 fue 361.000.

## Etimología
Battagram es una palabra de sánscrito que significa pueblo de los brahmanes. Muchos otros pequeños pueblos del Distrito Battagram también vienen de Sánscrito o de los nombres de hindúes residentes en aquel momentos como por ejemplo, Chohan, Ajmera, Rashmera, Chappargram,  Banian y Shalkhay, etc.

## Administración
Battagram obtuvo el estatus de distrito en julio de 1993 cuando fue actualizado desde una tehsil y separado de distrito de Mansehra. Tiene fronteras geográficas con Kohistan, distrito de Tor Ghar (Cerro Negro de hazaras), distrito Shangla y división de Malakand. El distrito se compone de dos sub-divisiones o tehsil s, que contiene 20  Consejos de la Unión en total.  Consejos de la Unión:

## Terremoto del 2005
Battagram fue una de las zonas afectadas por el Terremoto de Cachemira de 2005 en octubre de 2005, cuando más de 4.500 personas murieron y unas 35.000 resultaron heridas. Muchos residentes de la zona se quedaron sin hogar y sin techo. Desde el 8 de octubre de 2005, diferentes organizaciones no gubernamentales y la organización gubernamental la ERRA han participado en el trabajo de re-construcción, pero a partir de 2009, las obras de reconstrucción no se ha completado. Los residentes han reconstruido las casas por sí mismos.

## Paisaje
Este distrito se caracteriza por su pintoresco paisaje de montaña, bosques, tierras fértiles y arroyos encantador. La mayoría de la población vive en campos y depende de la agricultura. Como un fenómeno reciente, la pesca se ha convertido en un modo de ganar debido a algunas de las técnicas científicas modernas. Otro rasgo distintivo de este distrito es la notable presencia de Shahrah-e-Resham (Autopista Karakoram) o ruta de la seda que está ayudando a la base industrial bebé para prosperar.

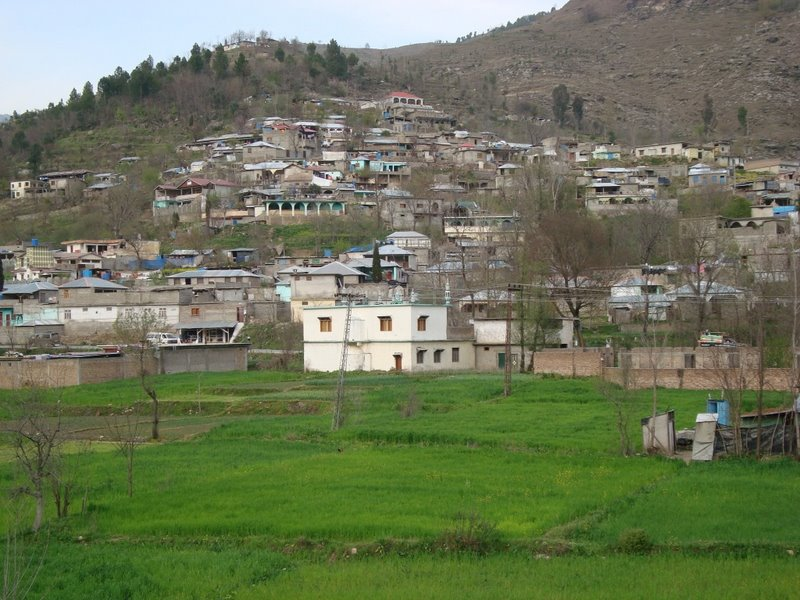
Un pueblo de Battagram

## Galería

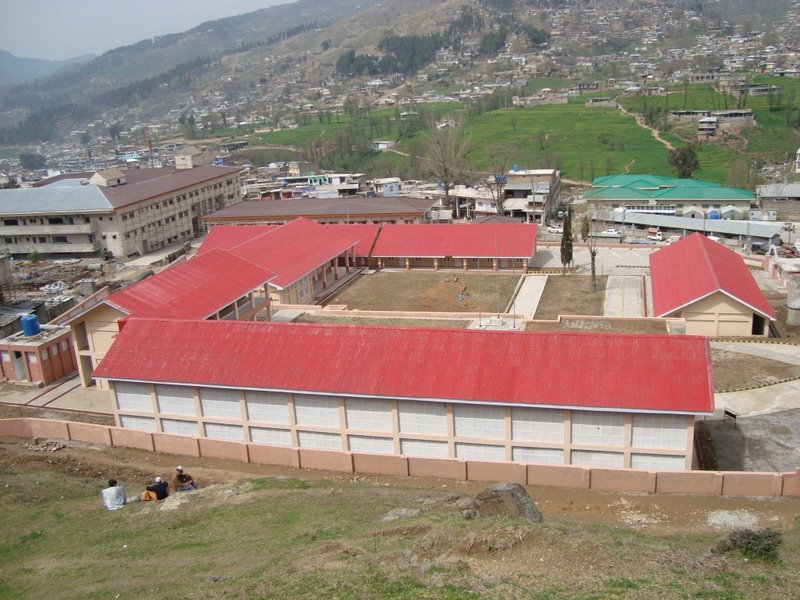
Vista posterior de la Escuela Secundaria de Battagram
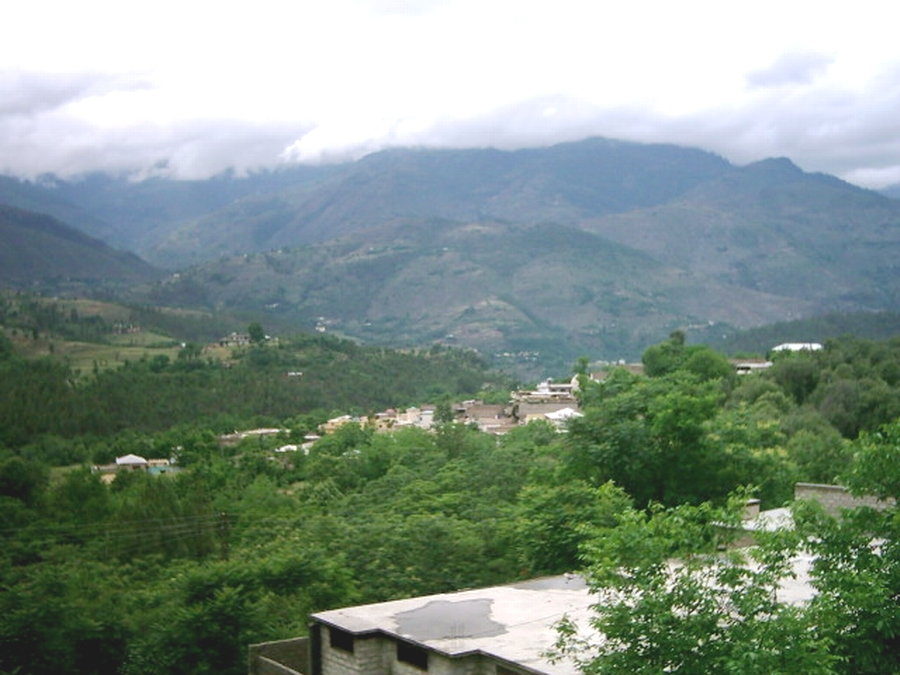
Una vista lateral del Chappargram (Battagram) antes de terremoto de 2005
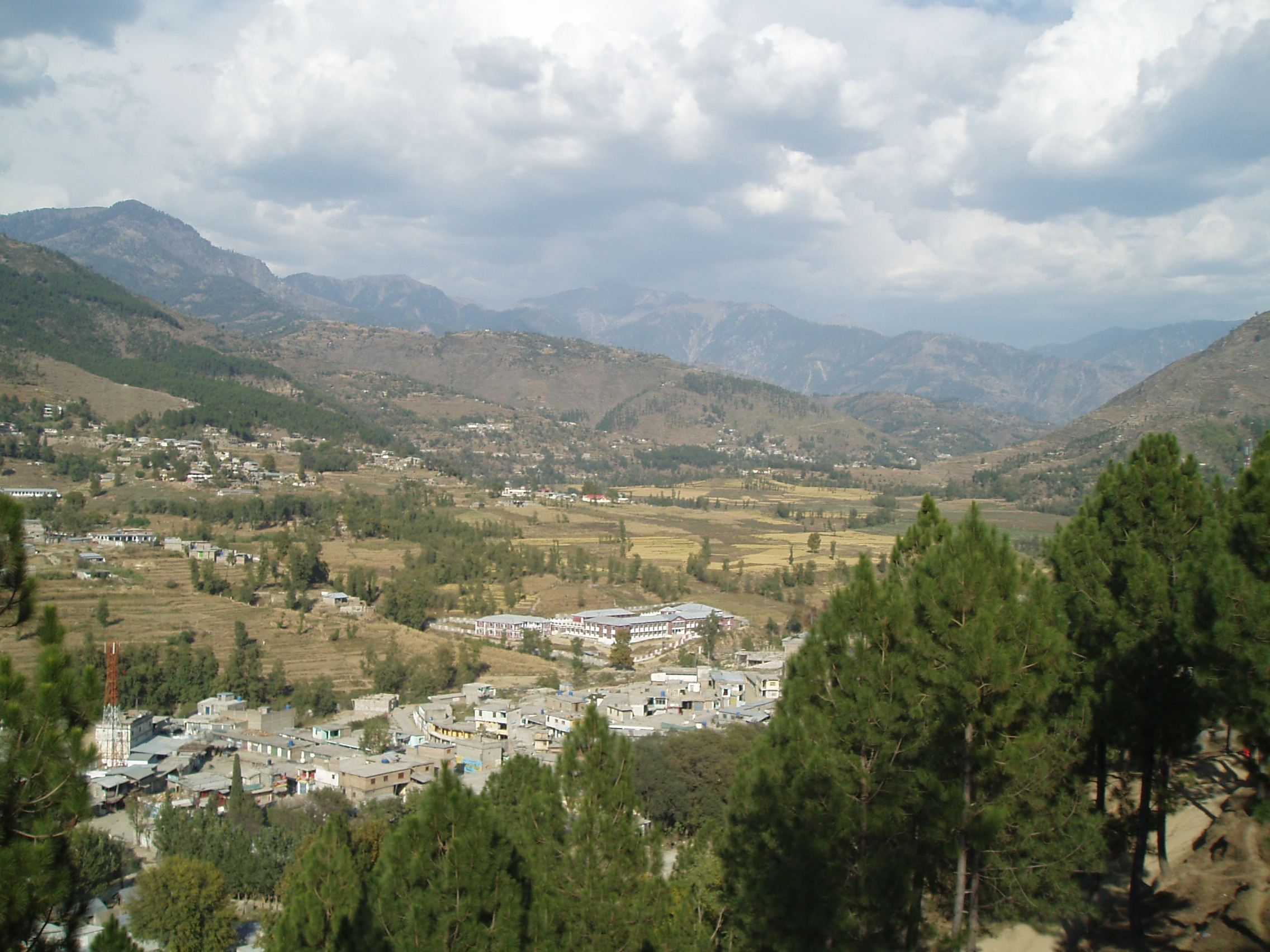
Una porción de la Ciudad de Battagram